# Igreja de Santa Maria, Thiruvithamcode

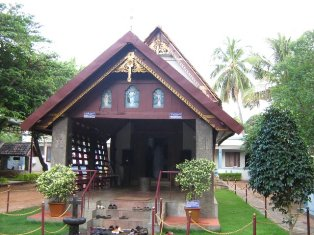

Thiruvithamcode Arappally ("Igreja Real"; Tamil: திருவிதாங்கோடு அரப்பள்ளி; Malayalam: തിരുവിതാംകോട് അരപ്പള്ളി;), ou Thomayar Kovil ou Igreja Ortodoxa de Santa Maria, é uma igreja localizada em Thiruvithamcode no distrito de Kanyakumari, estado de Tamil Nadu, na Índia.  Acredita-se pelas comunidades cristãs em Kerala que a histórica Thiruvithankodu Arappally, também chamada de Igreja Amalagiri como nomeada pelo Rei Uthiyan Cheralathan, foi construída por São Tomé, conhecido como o Apóstolo da Índia, em 63 AD.  Acredita-se que seja a estrutura de igreja existente mais antiga do mundo, e acredita-se que foi construída pelo apóstolo Tomé em 57 AD e agora é um centro internacional declarado de peregrinação de São Tomé.
Afirma-se que seja a igreja mais antiga do mundo que ainda tem orações diárias e a igreja mais antiga da Índia que não foi reconstruída até agora.  A igreja tem três partes principais construídas no século XVII e um hall de entrada do século XX.
A igreja hoje é mantida pela Igreja Ortodoxa Síria Malankara.

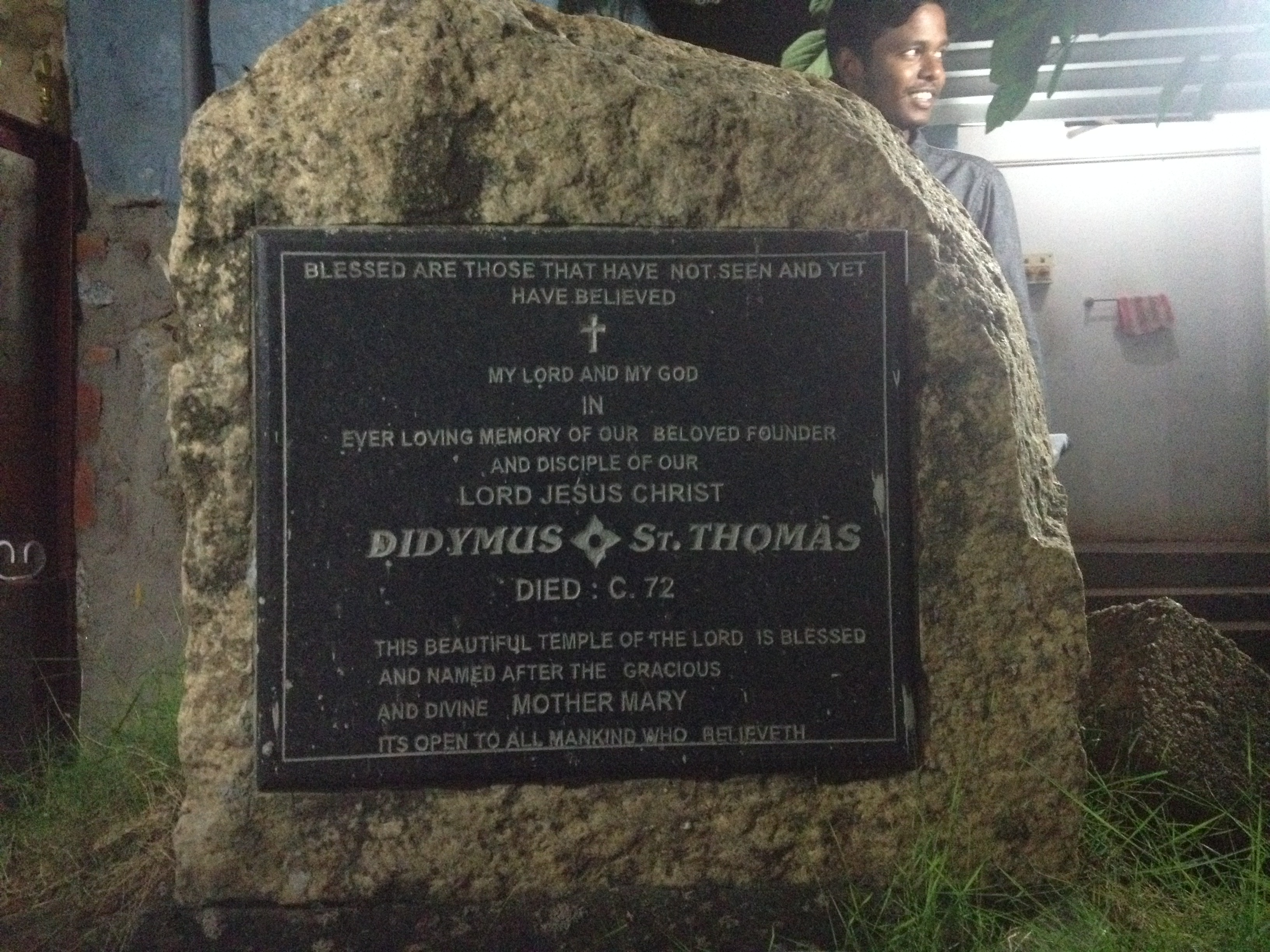
Inscrição em Arapally

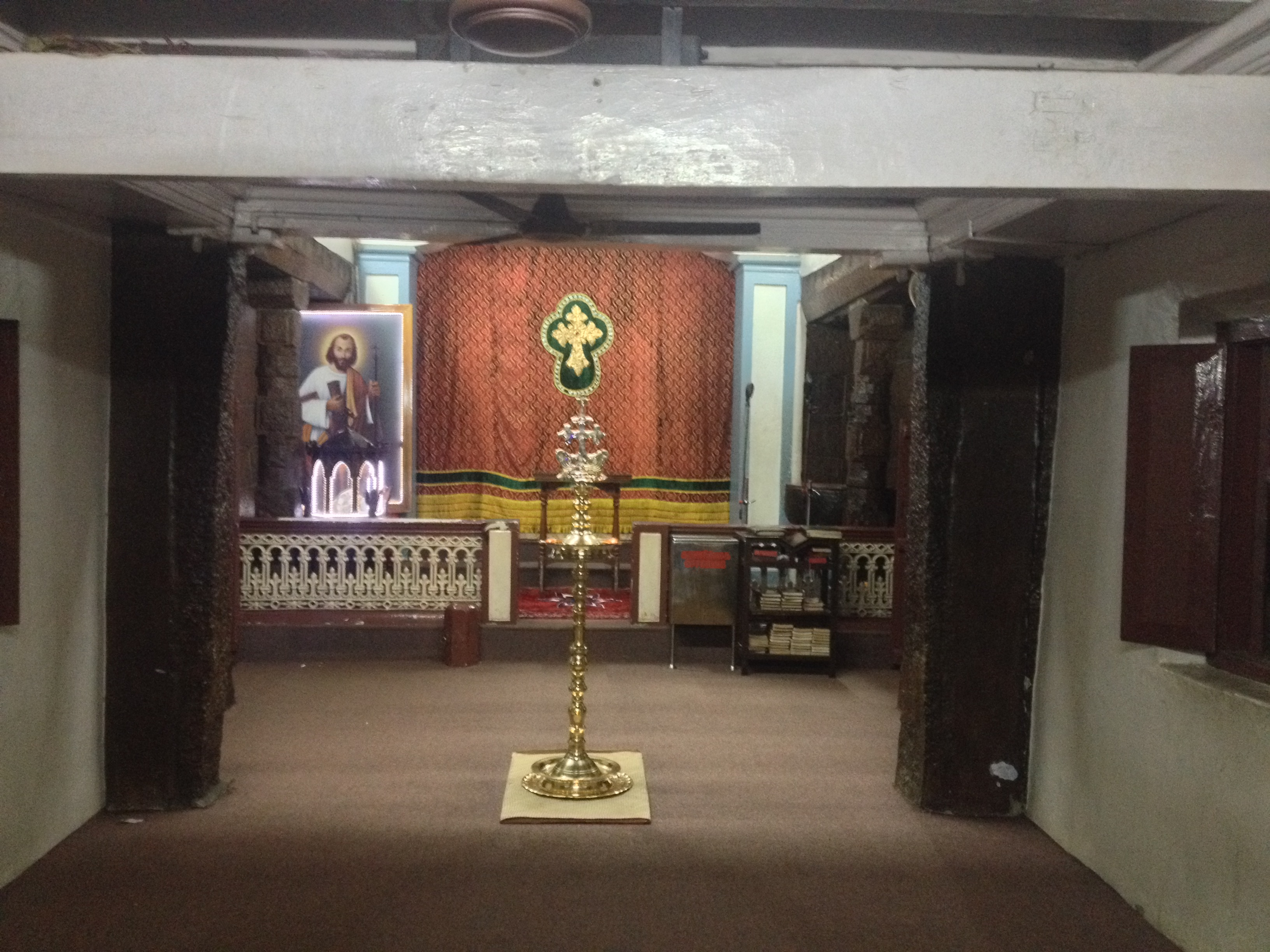
Dentro de Arapally